# پرسی کرازبی
پرسی کرازبی (انگلیسی: Percy Crosby; ۸ دسامبر ۱۸۹۱ – ۸ دسامبر ۱۹۶۴) کارتونیست، تصویرگر و مولف اهل ایالات متحده آمریکا بود.
از افتخارات وی میتوان به کسب مدال نقره نقاشی آبرنگ و طراحی در بخش مسابقات هنری بازی‌های المپیک تابستانی ۱۹۳۲ و کسب جایزه پرپل هارت اشاره کرد.